# Gródek (Kraków)

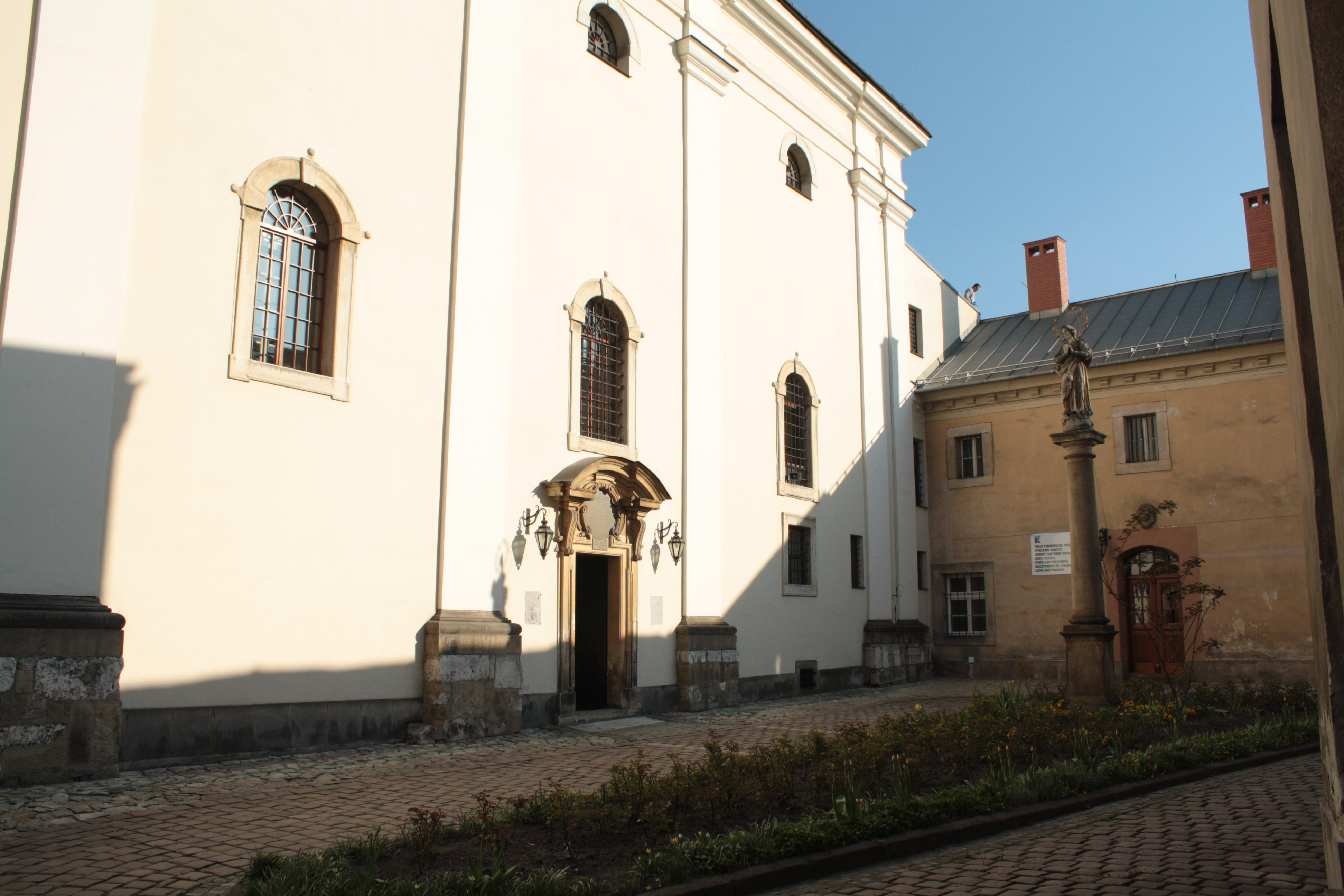
Zachodnia fasada kościoła Matki Boskiej Śnieżnej i dziedziniec klasztoru dominikanek na Gródku

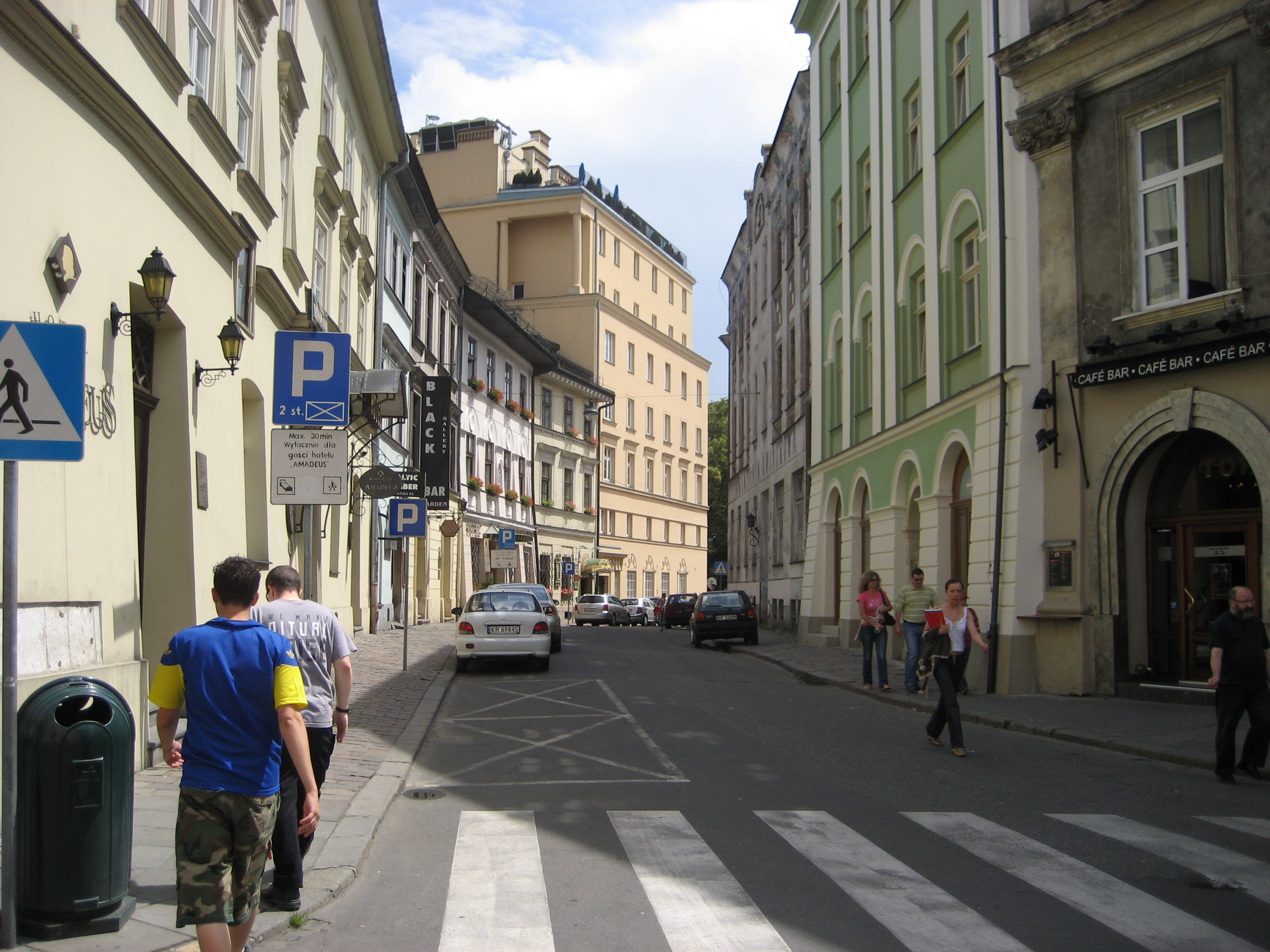
Wschodnia część ulicy Mikołajskiej w rejonie Gródka (Gródek – po prawej)

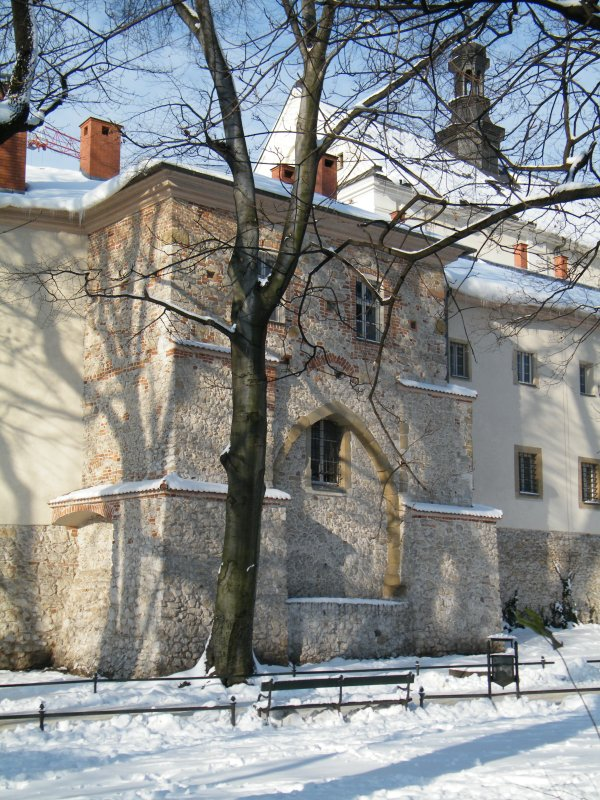
Pozostałości Bramy Rzeźniczej w murach klasztoru dominikanek na Gródku od strony Plant

Gródek – obszar we wschodniej części Starego Miasta w Krakowie, pomiędzy ulicami Mikołajską, św. Krzyża oraz Plantami, gdzie w średniowieczu miał się znajdować gród obronny; obecnie w jego głównej części wznosi się klasztor dominikanek z kościołem Matki Boskiej Śnieżnej.

## Historia
Początkowo teren późniejszego Gródka, znajdujący się na niewielkim wzniesieniu, stanowił prawdopodobnie odrębną niewielką osadę związaną z krakowskim zespołem osadniczym. Prawdopodobnie nie znalazł się w pierwotnym obrębie Krakowa po lokacji w 1257 r., ale został włączony w obręb miasta podczas rozszerzania jego granic pod koniec XIII w. Na przełomie XIII i XIV w. znajdowała się tutaj rezydencja wójta Alberta, prawdopodobnie jeden z pierwszych świeckich budynków murowanych w Krakowie (miał charakter obronny). Po upadku buntu wójta Alberta, który miał miejsce w 1311 r., król Władysław Łokietek skonfiskował mienie wójta, a jego rezydencję zamienił w siedzibę starosty grodowego, którzy stąd mieli sprawować bezpośrednią kontrolę nad miastem.
Nie jest do końca jasne, czy rezydencja wójta Alberta miała charakter grodu obronnego obejmującego cały dzisiejszy obszar Gródka. Wielu badaczy wskazuje, że tak właśnie było, czego efektem jest zaburzona w tym miejscu regularność szachownicy ulic krakowskiego układu lokacyjnego. Stefan Świszczowski wskazał z kolei, iż rezydencja wójta Alberta nie mogła być tak wielka i prawdopodobnie obecna ulica Mikołajska biegła pierwotnie prosto aż do Bramy Rzeźniczej, której relikty są widoczne w murach klasztoru na Gródku, od strony Plant. Dopiero budowa tutaj tzw. grodu Łokietkowego po 1311 r., znacznie obszerniejszego, miała doprowadzić do zaburzenia tego układu i odchylenia biegu wschodniego odcinka obecnej ulicy Mikołajskiej na północ (a także zaprzestania użytkowania Bramy Rzeźniczej i zastąpienia jej nową Bramą Mikołajską).
Gródek mógł zacząć tracić swoje znaczenie militarne jeszcze w XIV w. W początku XV w. został przejęty przez Tarnowskich. Ci przekształcili część grodu położoną najbliżej murów miejskich w rezydencję, w pozostałej części (m.in. na miejscu zasypanych fos wzdłuż obecnych ulic Mikołajskiej i św. Krzyża) rozwijała się typowa zabudowa mieszkalna. W 1621 r. rezydencję Tarnowskich odkupiła Anna z Branickich Lubomirska, która ufundowała na tym miejscu, jako wotum za zwycięstwo polskie pod Chocimiem klasztor dominikanek z prostym, barokowym kościołem Matki Boskiej Śnieżnej, poświęconym w 1635 r. Klasztor na Gródku zdobył początkowo dużą popularność w Krakowie. Zniszczony podczas oblężenia Krakowa przez Szwedów w 1655 r. został odbudowany, kościół ponownie został konsekrowany w 1671 r. 
Kościół i klasztor dominikanek istnieją w tym miejscu do dnia obecnego. W pozostałej części Gródka wznoszą się kamienice. Od Gródka obok zwyczajowej nazwy klasztoru pochodzi także nazwa niewielkiej ulicy Na Gródku.